# Tara (wieś w Czarnogórze)
Tara (cyr. Тара) – wieś w Czarnogórze, w gminie Kolašin. W 2011 roku liczyła 33 mieszkańców.